# Bungarus sindanus
Bungarus sindanus cuyo nombre común es krait indio es una especie de serpiente de la familia Elapidae, de reproducción ovípara que habita en ambientes terrestres, artificiales y matorrales.

## Hábitat y Distribución
Esta serpiente se conoce en áreas que van desde la jungla tropical hasta hábitats perturbados desde los 10 hasta los 900 m s.n.m., incluidas las viviendas humanas. Es una serpiente nocturna, ovípara y probablemente terrestre. No se sabe nada más sobre esta especie. Al igual que otros miembros del género, es probable que la dieta incluya otras serpientes.

## Distribución geográfica
Se distribuye en Afganistán; India (Uttar Pradesh, Maharashtra, Rajasthan, West Bengal, Bihar); Paquistán.